# Ареворди (религиозное движение)
Ареворди (арм. Արևորդի, букв. «сыны Солнца») — армянское религиозное движение, распространённое в XI-XII веках в Армении и Месопотамии, несмотря на то, что упоминания о них и их отдельных общинах встречаются и в более позднее время.

## Мнения относительно принадлежности движения
Историк Микаэл Чамчян считает Ареворди язычниками, жившими ещё во время Григория Просветителя в отдельных пограничных селениях Армении, где обитало смешанное население — армяне и другие народы. Еретиков, которых, по данным Мовсеса Хоренаци, преследовал Месроп Маштоц в V веке, Чамчян принимает за Ареворди и считает их не армянами, а выходцами из других народов, к которым примкнули некоторые из армян.
Ещё один историк Б. Саргсян считает, Ареворди по происхождению связаны с манихеями и встречались в Армении гораздо раньше, чем о них упоминают авторы XI и последующих веков. Такого же мнения придерживается английский арменовед Ф. Конибер (en).
Епископ Карапет Тер-Мкртчян пишет о том, что Ареворди ничего общего с павликианами и тондракитами не имеют, но, возможно, временами общались с ними и испытывали их влияние, но какое именно — неизвестно. Он считает Ареворди армянами-язычниками, которые попали под влияние вавилонской религии. К сообщению Фомы Мецопеци о том, что Ареворди после разгрома Тамерланом кознями Сатаны снова умножились в Мердине и Амиде, Тер-Мкртчян подходит с сомнением, предполагая, что названный автор под Ареворди мог иметь в виду не Ареворди Нерсеса Благодатного, а современных курдов-езидов.
Гевонд Алишан считает Ареворди солнцепоклонниками неизвестного происхождения, которые испытывали влияние павликиан и тондракитов и существовали вплоть до XIX века включительно.
Наконец, по мнению крупного историка Магакии Орманяна Ареворди,  подобно тондракитам, на самом деле являются армянскими еретиками, а поклонение солнцу, Сатане и тополю приближает их к современным курдам-езидам.

## Изучение движения
До сегодняшних дней сохранилось мало данных о движении Ареворди в силу недостаточной изученности, а также того, что оно не приняло того размаха и масштаба, как, например, павликианское и тондракитское движения, и не вылилось в открытую классовую борьбу против феодальных эксплуататоров.
Кроме отдельных упоминаний в учебниках и монографических исследованиях по истории армянского народа, армянской церкви и армянский религиозных движений имеется работа Григора Ванцяна, опубликовання в 1896 году. Большинство исследований касательно ареворди изначально предвзятые в силу традиционного резко негативного отношения Армянской Апостольской Церкви к любым религиозным верованиям, помимо армяно-григорианства, получавшим распространение среди армян.

## История
Впервые Ареворди упоминаются в середине XI века армянским философом и военным деятелем Григорием Магистром. В его обширном ответном послании сирийскому католикосу в город Амиду относительно павликиан и тондракитов имеется следующая запись:
Вот и некоторые другие [еретики], зараженные магом Зрадаштом, [называющиеся] персидскими магами, и зараженные ими теперешние солнцепоклонники, которых называют Ареворди. В той области их много, и они открыто сами себя называют христианами. Но мы знаем, что ты сведущ в их заблудшем и распутном образе жизни.
Впоследствии Ареворди упоминаются Католикосом всех армян Нерсесом Шнорали (1166—1173). Армянское духовенство и светские власти города Самосата обратились с письмом к католикосу, желая узнать порядок, по которому они должны принимать в лоно церкви еретиков — «сынов солнца», желающих отречься от своей ереси. В ответном послании католикос даёт им нужные указания и одновременно ценные сведения об идеях и представлениях «сынов солнца». Из этого послания видно, что движение Ареворди было распространено кроме района города Амид, также и в городе Самосата и некоторых областях Великого княжеств Рубенидов. Католикос Нерсес прямо указывает, что Ареворди имеют армянское происхождение, что они почитают солнце, считая его «чем-то иным», а также тополь, учитывая, что древо креста христова сделано из тополя.
В послании Нерсеса Благодатного важно указание об испорченности армянского духовенства, с которого новообращенные не должны были брать пример. Важно также упоминание тяжелого бремени «даров», которые должны были приносить церкви верующие за совершение таинств крещения, исповеди, причастия, погребения и т. д. Так как эти «дары» могли быть препятствием при обращении «сынов солнца» в христианство, католикос Нерсес советует не брать их от новообращенных принудительно, а оставить этот вопрос на их усмотрение. Это указание свидетельствует о том, что борьба против совершения церковных таинств, засвидетельствованная и у других религиозных движений того времени, кроме идеологических причин имела также экономические мотивы, она была связана со стремлением народных масс избавиться от уплаты определенной повинности.
Ареворди упоминаются также у армянского автора XII века, юриста Давида Алавкаворди, который пишет, что «Павликиане, или мессалиане, — это племя Ареворди», то есть под Ареворди подразумевает еретиков.
Также Ареворди упоминаются и в послании Папе римскому армянского католикоса Мхитара I Грнерци, который пишет, что тогда (то есть в середине XIV века) в Маназкерте также были Ареворди.
Также в XIV веке ряд сведений об Ареворди сообщает Мхитар Апаранци, который свидетельствует:
Есть и некоторые армяне, говорящие по-армянски, поклоняющиеся солнцу, и называются они Ареворди. Они не имеют ни письмен, ни письменности, а отцы учат детей своих по преданиям, по которым учились их предки от мага Зрадашта, главы капища. Они поклоняются солнцу, обернувшись лицом к нему, почитают дерево — тополь, а из цветов — лилию, хлопок и другие, которые всегда лицом обращены к солнцу. Они себя считают похожими на них [цветы] верой и делами возвышенными и благоухающими, совершают жертвоприношения [ради спасения души] умерших и приносят все [церковные] [104] подати армянскому иерею. Их предводитель называется азарапет, и каждый год дважды или чаще все — мужчины и женщины, сыны и дочери — собираются в очень тёмное время в одном скрытом месте и обнажаются, а азарапет читает им [проповедь] и звенит
Ареворди также упоминаются и в басне видного армянского юриста и писателя Мхитара Гоша:

Цветок камыша и подобные ему были обвинены, что они солнцепоклонники.
А он, воздев свои руки к солнцу, солнцем поклялся: «Я не солнцепоклонник»
В конце XIV века армянский историк Фома Мецопеци, описывая вторжение Тамерлана в 1395 году в Месопотамию, также сообщает:
и пришел он в Мердин, разрушил город… а также четыре селения идолопоклонников Ареворди — Шол, Шымрах, Сафари и Мараши — до основания. Но затем они кознями сатаны снова умножились в Мердине и Амиде.
Из жития Путаха Амидского, принявшего мученичество в 1524 году, становится известно, что сам Путах был сыном последователя движения Ареворди, а мать была из города Марага. Отец и брат Путаха ходили в церковь иаковитов, а Путах — в церковь армян, хотя он не знал армянского языка, а лишь арабский, персидский и турецкий.
На основании этих сведений можно определить следующие районы распространения ереси «сынов солнца»: города Маназкерт, Амида и его область, Самосата, Мердин, возможно и Киликия. Учитывая подобный ареал движения, Бартикян приходит к выводы, что возможн
На основании свидетельства письменных источников Рачья Бартикян приходит к выводу, что движение Ареворди было распространено в районах городов Маназкерт, Амид, Самосата, Мердин, а также в Киликии. Учитывая подобный ареал движения, Бартикян приходит к выводу, что нельзя исключить распространения движения Ареворди также и среди сирийцев.
В изданной во второй половине XIX века книге «Кавказ и народы, его населяющие», вышедшей в составе многотомного труда «История войны и владычества русских на Кавказе», русский военный историк Николай Дубровин свидетельствует, что среди современных ему многих армян до сих пор «распространено поклонение солнцу, которое на армянском языке выражается словом арев. Как бы то ни было, но и до сих пор есть ещё лица, которые называют себя ареварди − сынами солнца. Умирающий всегда кладётся лицом к востоку, точно так же делают с умершим, когда кладут его в гроб. Само погребение почти всегда совершается перед заходом солнца».